# Comuna Sereteț, Zboriv
Sereteț (în ucraineană Серетець) este o comună în raionul Zboriv, regiunea Ternopil, Ucraina, formată din satele Pidberizți și Sereteț (reședința).

## Demografie
Componența lingvistică a comunei Sereteț
     Ucraineană (99,89%)
     Alte limbi (0,11%)
Conform recensământului din 2001, majoritatea populației comunei Sereteț era vorbitoare de ucraineană (99,89%), existând în minoritate și vorbitori de alte limbi.